# 澳大利亚政治
澳大利亚是君主立宪制下的议会民主制国家。
澳大利亚联邦成立于1901年，是由原本隶属大英帝国的六个自治殖民地达成协议后的产物，而这六个殖民地也成为澳大利亚后来的六个州。这些协议的条款体现在載於《澳大利亚联邦宪法》中，该宪法由澳大利亚制宪会议制订并由全体澳大利亚人民公民投票所確立。澳大利亚的国家元首，即澳洲君主，是由英國君主兼任。但因為澳洲君主遠在英國，無法處理澳洲國內事務，因此必須另外任命一位總督代表君主行使王權。至於行政权力，則由國會授权總理擔任政府最高領導人。
澳洲聯邦政治制度分为三个部分：
1. 行政機關：其最高行政机关为由总督所主持的联邦行政会议；但其行政权力下放给由总理所领导的澳大利亚内阁。
2. 立法機關：由参议院与众议院所组成的澳大利亚国会。
3. 司法機關：澳大利亚高等法院和澳大利亚联邦法院组成。

澳大利亚联邦政府的权力分立通过《澳大利亚联邦宪法》的结构所确立，三个分支部分分别在宪法的不同章节里予以列举。澳大利亚政府体系将威斯敏斯特体系与华盛顿体系的元素同澳大利亚本土特点结合起来，形成了所谓的“华盛敏斯特变体（Washminster mutation）”。

## 政治架構
《澳大利亚宪法》第一章就确立了一个民主立法机构——两院制的澳大利亚国会，澳大利亚国会包括澳大利亚君主、参议院和众议院。宪法第51條确立了联邦政府的立法权，并将某些权力和义务分配给联邦政府。而除此之外的义务则由六个州各自保留。澳大利亚的六个州都有各自的宪法，因此澳大利亚拥有七个具有主权性质的议会；但是任何一个议会都不能侵犯其他议会的职能。澳大利亚高等法院负责裁定联邦与州，以及各州之间的争端。
澳大利亚国会可以修订《澳大利亚宪法》。但是为了保证新修订的《宪法》能够获得通过，这些修订案必须在所有适龄澳大利亚人的公民投票中获得“双重多数”，即：多数全体选票和多数州的多数选票。
《澳大利亚宪法》还规定，各州可以将自身所拥有的任何权力让渡给联邦政府。这个让渡可以通过公民投票来确认是否可行；同时更为常见的方式则是通过额外立法的形式实现让渡，但这需要所有州都通过相似的立法。这样的让渡立法通常会设立一个“落日条款”，即在规定的期限内未能完成让渡工作的话，那么所有相关立法工作全部作废，一切都恢复到原始状态。
此外，澳大利亚境内还有若干领地，其中澳大利亚首都领地和北领地是自治领地。它们的立法机关称之为“立法会（Assemblies）”，行使由联邦政府赋予它们的立法权；但是它们的立法是可以被联邦政府修改或推翻的。澳大利亚国会两院的议员是需要向这两个自治领地的公民负责的。从1979年到2016年期间，诺福克岛也是处于自治领地状态，但是并未在联邦国会中得到体现。其他澳大利亚本土的常住人口领地还包括：杰维斯湾、圣诞岛和科科斯（基林）群岛等则从未实施过自治。
有关澳大利亚联邦的联邦性质和澳大利亚国会的构成问题是《澳大利亚宪法》起草期间各殖民地间旷日持久的谈判主题。澳大利亚众议院的选举反映了各州人数的多寡，因此新南威尔士州拥有48名众议员，但塔斯马尼亚州却只有5名众议员；而澳大利亚参议院的选举则是基于各州平等的基础，所有州一律拥有12名参议员的选举资格。这样选举的方式是为了让人数较少的州在参议院拥有多数席位，从而能够修改或拒绝来自众议院的议案。除此之外，澳大利亚首都领地和北领地也各有2名参议员的选举资格。
澳大利亚政府等级分为三级，第一级为联邦政府；第二级为州或领地政府；第三級则为地方政府。澳大利亚地方政府的构成形式包括郡、镇或市。这些地区的政务会由被选举出来的代表组成，而这些代表被称为“政务委员”或“市府参事”，具体视所在州或领地而定；通常这些人都是兼职。地方政府政务会的权力由所在州或领地政府下放给他们。
澳大利亚的联邦政府以及州或领地政府由三个相互关联的分支机构来共同负责管理：
- 立法机关：澳大利亚国会。
- 行政机关：澳大利亚君主；其具体权力由澳大利亚总督、澳大利亚总理、部会领导及相关部门代为行使。
- 司法机关：澳大利亚高等法院以及联邦法院系统。

权力分立是三个政府分支能够在很大程度上彼此区隔开并单独进行活动的原则：
- 立法机关以法案的形式提出法律，并为其他两个分支的运作提供立法框架；君主属于国会的正式一部分，但其在这些立法事项中并没有任何积极作用，除非（代表君主的）的总督、州长及领地行政官签署法规同意实施君主的御准。
- 行政机关负责管理法律并执行法律所赋予的任务。
- 司法机关负责由法律管理所引发的案件，适用于成文法或普通法；澳大利亚法院不能就法律合宪性做出咨询意见（英语：Advisory opinion），但澳大利亚高等法院则可以裁定法律是否合宪。
- 司法机关成员由君主根据联邦及州或领地政府的建议进行任命；但是立法机关和行政机关不应试图影响其决定。

在《1986年澳大利亚法案》及联合王国议会的相关立法通过之前，一些澳大利亚的案件是可以提交到枢密院司法委员会进行最后上诉的。但是通过该法案之后，澳大利亚司法具有独立主权，澳大利亚高等法院被确立为最高上诉法院。同时，英国政府通过颁布法律来推翻《澳大利亚宪法》的理论可能性也消失了。

## 国家元首
澳大利亚是联邦制君主立宪制国家。国家元首是澳大利亚君主（澳大利亚与英国及其他英联邦王国共戴一君）。澳大利亚总督为澳大利亚君主不在澳大利亚时的代表，在《澳大利亚宪法》下代替君主行使职权。现任国家元首为查爾斯三世，现任总督萨曼莎·莫斯廷。在联邦制下，澳大利亚君主同时也是各州的君主，在各州直接任命各州总督（而不由联邦总督或政府指派）。根据现代的澳大利亚宪政惯例，君主除了在分別按照澳大利亚总理和各州州长的提名任命或撤换总督和州督时，不过问澳大利亚政治。
按照各英联邦王国在20世纪中叶确定的宪政惯例，澳大利亚君主王位的承袭规则根据历代英国法律确立、由所有王国共同承认。修改此规则需要各王国一致同意并分别立法方可有效。自澳洲立國以來，唯一一次修改王位繼承權於2011年，由女王會同所有王國首腦在澳洲決定，使日後男女享有同等繼承權。

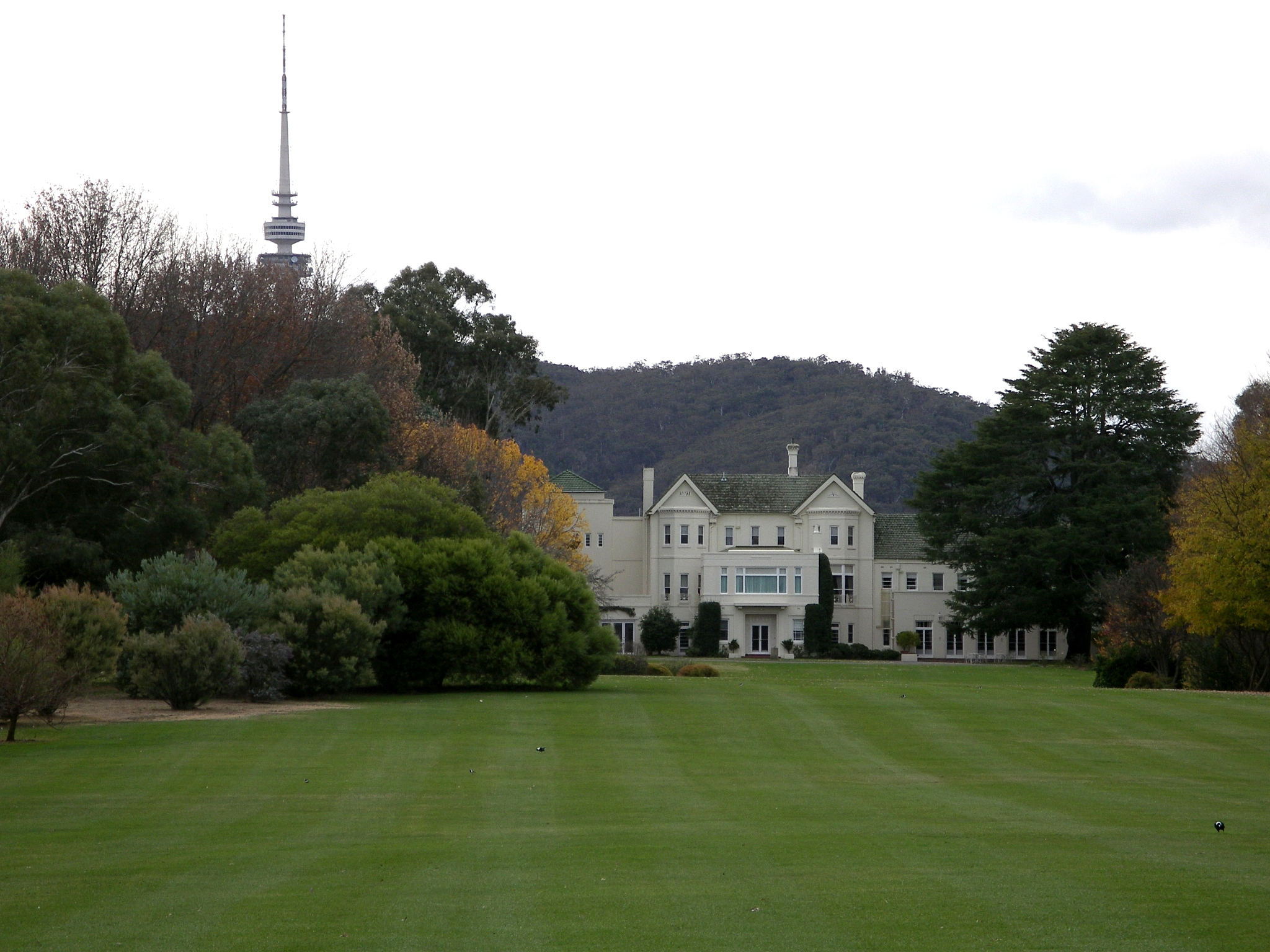
澳大利亚总督府

由于《澳大利亚联邦宪法》自1901年才颁布；而在此之前，澳大利亚是属于大英帝国统治下的自治领。由于当时的澳大利亚并非主权国家，所以并不使用“国家元首”一词。因为现在的澳大利亚是一个君主立宪制国家，所以政府和学术界均将澳大利亚君主视为澳大利亚的国家元首。但是在实践中，澳大利亚的国家元首由澳洲君主和澳大利亚总督共同担任，其中澳大利亚总督由國王根据澳大利亚总理的提议进行任命。虽然在许多方面，澳大利亚总督是澳洲君主的代表，并以她的名义行使各种宪法权力；但他们也各自行使其他一些重要权力。澳大利亚总督在国际上代表澳大利亚，并出访其他国家。
澳大利亚君主目前為查理斯三世，他同时也是包括联合王国在内等15个英联邦国家的君主。与其他自治领一样，澳大利亚也是通过《1931年西敏法令》从英国国会获得立法独立。该法令于1942年在澳大利亚通过，并以1939年9月3日为追溯期始。根据1953年的《皇室稱號及名銜法令》，澳大利亚国会授予伊丽莎白二世“澳大利亚女王”的头衔。而到了1973年，更是删除了她其他诸如“联合王国女王”、“信仰捍卫者”之类的头衔，仅保留了“澳大利亚女王”称号。
《澳大利亚联邦宪法》第61条规定，“联邦行政权属于君主，由总督以君主代表名义行使之。此项权限包括本宪法及联邦法律的执行与维护。”同时在第2条也规定了，澳大利亚总督是澳洲君主的代表。而在实践中，澳大利亚总督行使所有由宪法规定的国家元首职权。
根据威斯敏斯特体系的规定，总督的权力总是在总理或其他部长的建议下使用。但是澳大利亚总督保留了类似英國君主那样的“储备权”。在1975年澳大利亚宪政危机中，总督约翰·克尔爵士行使了这一极少被行使的权力，完全无视了君主及总理的权力。
澳大利亚经常有寻求结束君主制的公民运动。在1999年澳大利亞共和制公投中，澳大利亚人民投票通过了一项旨在修改宪法的提案。根据修正案的要求，《澳大利亚联邦宪法》中将完全删除所有对“女王”的提及，并由总理提名的总统来取代总督；但是需要经过澳大利亚国会两院三分之二的多数票支持方可。最后，该提案被否决了。谋求结束君主制的澳大利亚共和运动仍在积极参与竞选；而反对者则包括澳大利亚君主立宪制联盟和澳洲君主主義者同盟。

## 立法機關

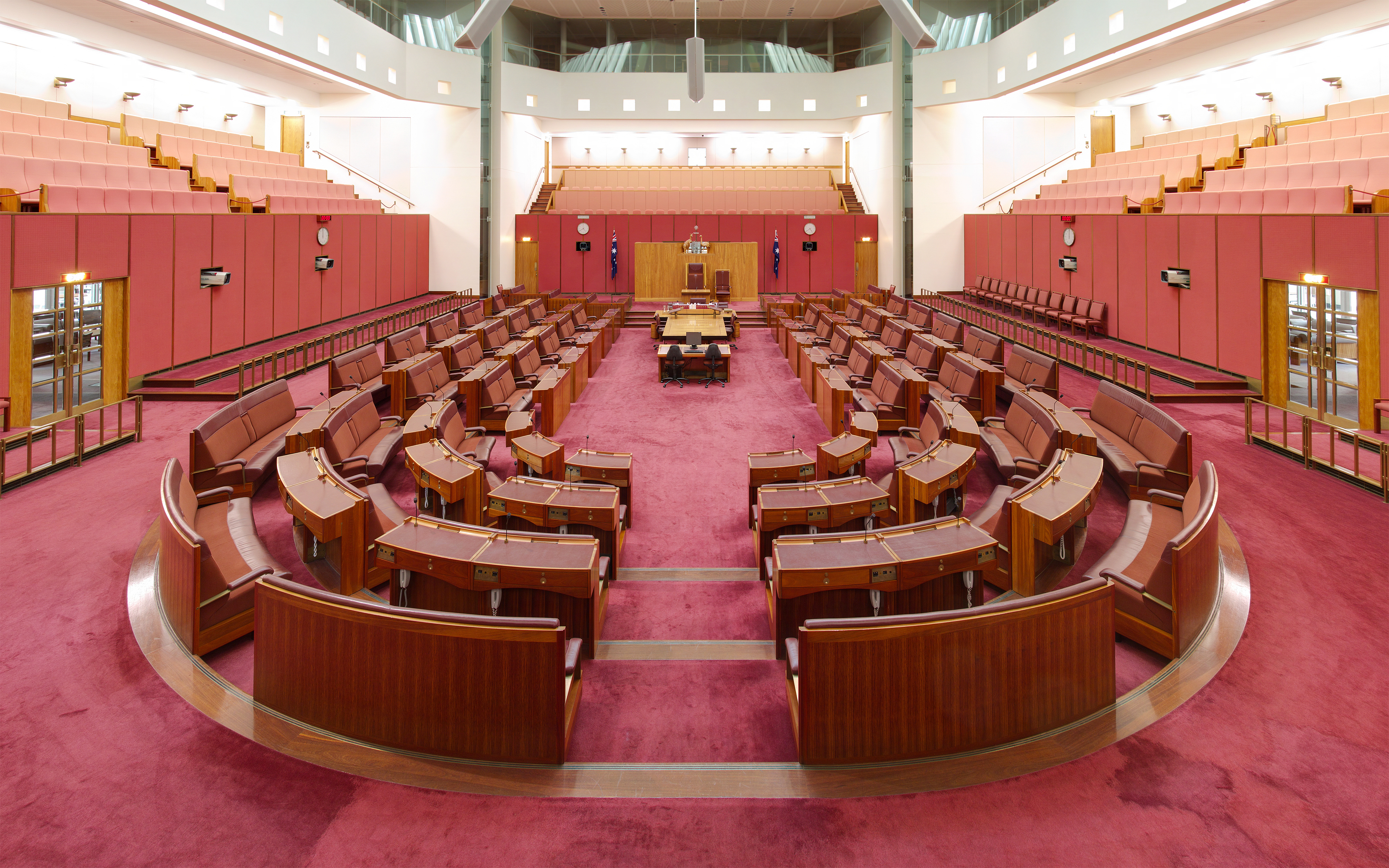
澳大利亚参议院议事厅

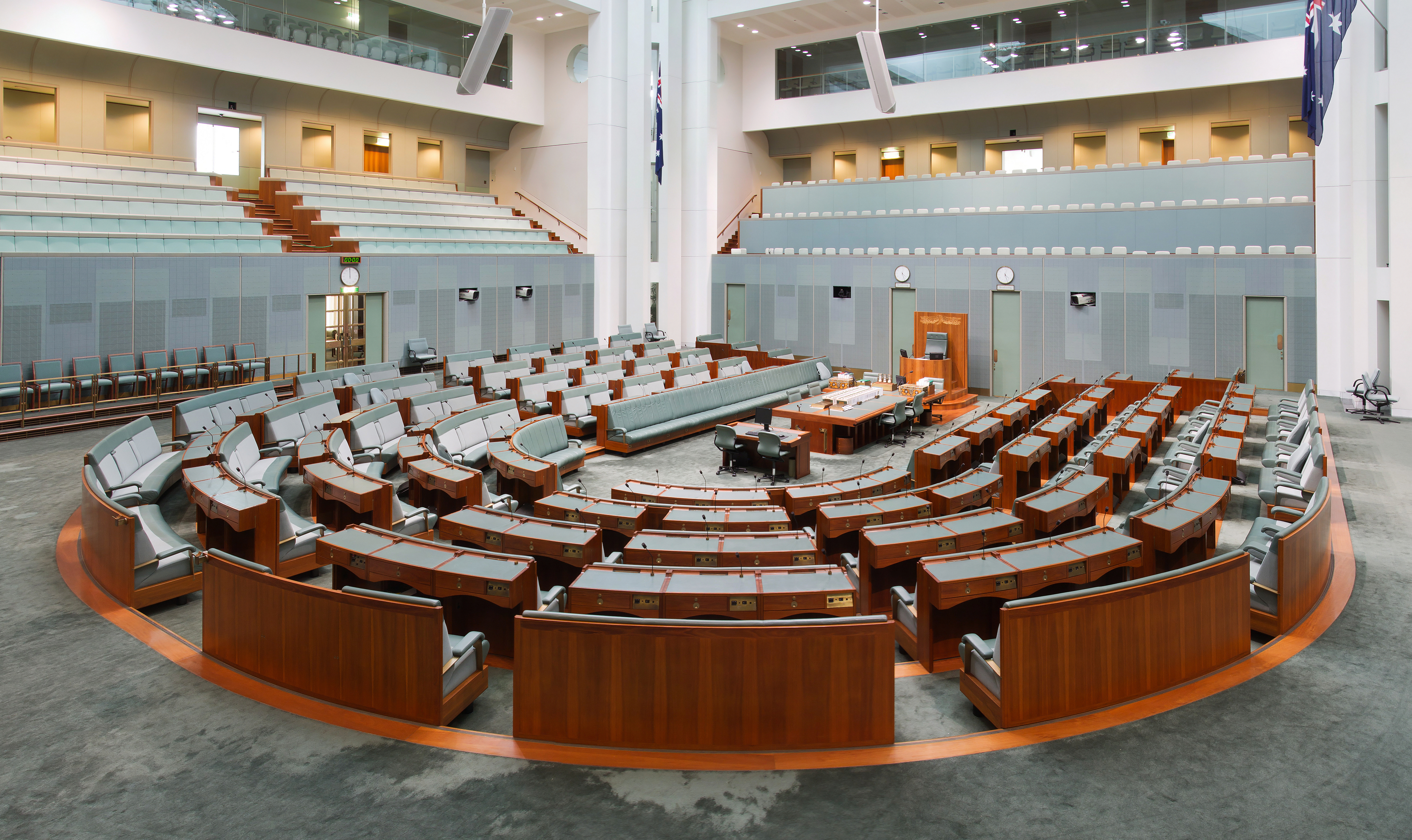
澳大利亚众议院议事厅

立法机关负责制定法律，并负责监督其他两个分支的活动以便在适当的时候修改法律。澳大利亚的立法机关为澳大利亚国会，采取两院制，由澳大利亚君主、76名参议员所组成的参议院与由150名众议员组成的众议院组成。
澳大利亚参议院的76名参议员中有72名由澳大利亚的六个州选举产生，每个州均可选举12名联邦参议员。选举采用比例代表制和可转移单票制；每名参议员的任期为六年，参议院每三年改选一半。除了每个州选举的参议员之外，北领地和澳大利亚首都领地亦可每个领地选举2名联邦参议员。在澳大利亚选举制度中，北领地选区除了包含北领地之外，还包括澳大利亚位于印度洋的领土圣诞岛和科科斯（基林）群岛；同样的，澳大利亚首都领地除了包括澳大利亚首都领地之外，还包括杰维斯湾领地。领地所选举的参议员采用偏好投票制，其任期并不固定。通常情况下，领地所选举的参议员任期从众议院大选结束后开始，一直持续到下一次大选开始前。
澳大利亚众议院有150个议席，任期3年。但在其任期内，政府可以随时解散众议院提前大选。由于众议院可以对政府发动不信任动议迫使政府倒台，这使得政府必须对众议院负责，因此政府都由众议院多数黨或執政聯盟組成。选举采用排序复选制，每个州或领地的单一议员选区内均采用这种非比例制亦非多数制的投票方式。
在普通立法中，参议院和众议院具有协调权；但是所有关收入划拨或征税的法案必须由众议院提出。不同其他行西敏制的國家，众参两院在平常的立法权力上相同。但根据宪法规定，财政预算案只能在众议院提出及修改，参议院只能表决财政预算案并不能对其进行修改。但尽管如此，由于澳大利亚的参议院权力比同是实行西敏制的英国和加拿大等的参议院（或上议院）都要获得更多实质性的权力，因此导致了有些时候参议院与政府的关系的紧张，这被认为是1975年澳洲宪政危机的一个原因之一。
在现行的威斯敏斯特体系下，澳大利亚众议院中受多数议员支持的政党或政党联盟领袖将成为总理并受邀组建内阁。总理及内阁向澳大利亚国会负责；在通常情况下，总理与阁员必须是国会议员。澳大利亚大选至少每三年举行一次。总理有权力建议澳大利亚总督随时召集众议院选举，但是参议院选举只能在宪法规定的日期内进行。最近一次大选于2016年7月2日举行。
澳大利亚联邦国会与澳大利亚各州及领地的立法机关都基于威斯敏斯特体系的惯例进行运作，立法机关里会有一个反对党领袖，他通常由组成政府政党之外最大的政党的领袖担任；同时反对党的成员会组成“影子内阁”，并由“影子内阁”的阁员对相对的内阁阁员提出质询。尽管政府可以依据其所属政党在立法机关下议院的多数优势来控制下议院的运作，但是反对党却可以拖延立法工作并在适当的时机阻碍政府的工作。
澳大利亚众议院的日常工作通常由经澳大利亚总理任命的眾議院領袖与由反对党领袖任命的反对党事务经理进行协商确认。

## 行政機關

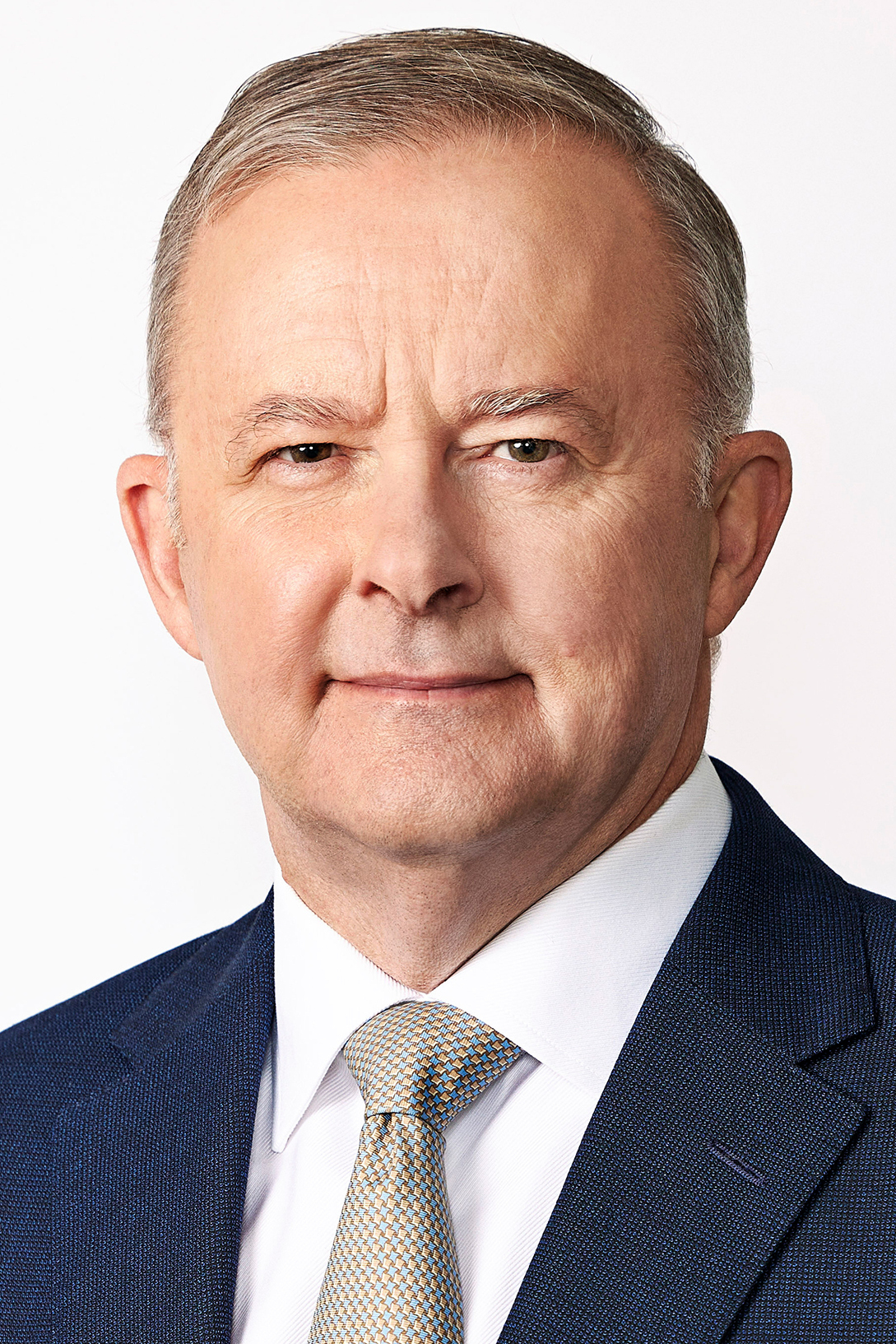
现任澳大利亚联邦总理安东尼·艾班尼斯

澳大利亚的元首虽为君主，而总督为代表，在名义上有很大权力。但总督基本都会授权众议院的多数党组织以总理为首的内阁执行权力，总督只是充当礼仪上的职务，甚至总督本身都由总理提名后再提请君主任命。因此总督基本不会与总理發生冲突，除了1975年澳大利亚宪政危机以外。
聯邦總督和州總督的任期理論上由君主決定，惟一般介乎五至六年，但也可額外延長。當總督未能或無暇理政，或是出缺時，則由已任職最久的州總督代理；當州總督出現同樣情況時，則由該州的首席法官代理。
澳大利亚联邦政府由众议院多数党或政党联盟组成。政府首脑为澳大利亚总理，一般由众议院的多数党领袖担任，除了约翰·戈顿曾在1968年大选中以参议员身份获任总理。现任总理为工党党魁安東尼·阿爾巴尼斯。尽管在澳大利亚宪法规定中并没明文记载，但是根据宪法64条任命部长的规定，总理作为首席的政府部长而可以任命，而作为政府首脑，总理掌有包括提请领导政府，任命部长，解散议会大选等最高的权力。
根据西敏制惯例，总理从国会议员中选择部长，以此组成内阁。政策决定都由内阁决定，除了正式对外宣布的决定以外，内阁讨论的内容并不公开，而且所有内阁部长都必须遵守「内阁一致」的原则。同总理职位一样，内阁不是宪法所规定的国家机构，因此内阁的决定没有直接法律效力，须经以总督为首的联邦行政会议象征性通过方得实行。
此外，各州和領地亦自設政府，產生方式與聯邦政府大致相同，惟主責其內部事務。在各州，州政府閣員由州總督任命；在首都領地，政府直接由議會選出，而不須君主代表正式任命，而且包括如其他地方市政府的職務；在北領地，政府閣員由行政官委任，而行政官乃由聯邦總督會同行政會議任命，作為君主的間接代表。

## 司法機關

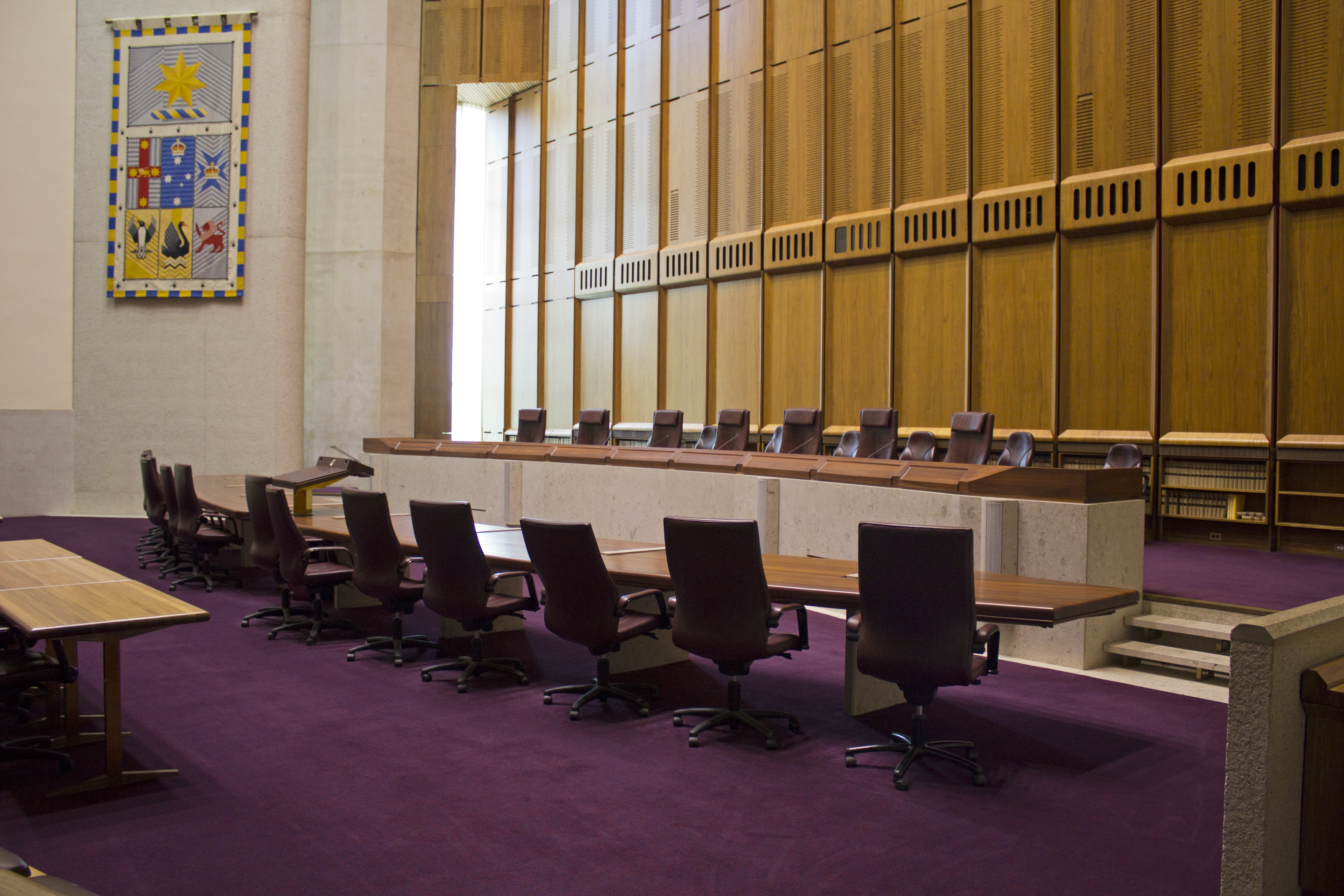
位于堪培拉的澳大利亚高等法院一号审判庭。

作为一个联邦制国家，澳大利亚联邦的司法权由联邦法院和州法院共同行使。澳大利亚最高司法机构是联邦高等法院。
联邦司法权属于澳大利亚高等法院及其他由澳大利亚国会所设立的其他联邦法院，这其中包括：澳大利亚联邦法院、澳大利亚家庭法院、澳大利亚联邦巡回法院等。此外与美国不同的是，澳大利亚联邦立法机关有权制定法律，将联邦执法权置于州级法院。由于《澳大利亚联邦宪法》规定在联邦政府这一级进行权力分立，因此只有法院才能行使联邦司法权；同样的，非司法职能的事务也不能归于法院管辖范围内。
州司法权则由州最高法院与其他由州议会设立的法院或审理庭行使。各个州设有州最高法院、区法院和地方法院；首都领地和北领地仅设最高法院和地方法院。
澳大利亚高等法院是澳大利亚的最终上诉法院，并有权审理有关联邦或州法律事务的上诉。高等法院具有初审和上诉管辖权；对澳大利亚国会及州议会所通过之法律进行司法审查的权力；同时还具有对《澳大利亚联邦宪法》的释宪权。与美国不同的是，澳大利亚只有一部普通法，而不是每个州都有各自的普通法。

## 政党
澳大利亚主要政党有澳大利亚工党、澳大利亚自由党、澳大利亚国家党；规模较小的政党有澳大利亚民主党、绿党、家庭第一党、单一民族党等。现执政党为澳大利亚工党。
虽然澳大利亚法律允许多党竞争，但其选举制度下的自由竞争使得澳大利亚政坛从20世纪初开始就形成了相对稳定的两大党派竞争的形势。此两大党派中的一方自从20世纪初就一直是较左翼的工党，另一方则是较右翼的政党联盟，此联盟的成员党历史上有过更替，现在主要是自由党和国家党。
工党作为一个社会民主的中间偏左的政党，被认为是劳工阶层的代表，近年也吸纳进步中产阶级的支持，赢得2007年大选，并在2010年大选后联合独立议员继续执政。而自由党与国家党则被认为是两个偏右的保守性政党，分别代表较保守的城市中产阶级及资产阶级，和乡村的农场主阶层。自由、国家两党在选举中和在议会内部都组成長期合作聯盟，而在昆士兰州两党甚至已经合并为自由国家党，而在北领地则为乡村自由党，这四个党派在全国性的选举中通常联合起来，并连续赢得2013年、2016年两次大选。